# 名神町 (高槻市)
名神町（めいしんちょう）は、大阪府高槻市の町丁。丁番を持たない単独町名である。

## 地理
高槻市中北部の丘陵地帯に位置し、町域北端を名神高速道路が走る。東で真上町と、北で緑が丘と、西、及び南で西真上町と接する。町内は住宅街の様相を呈しており、主に戸建て住宅が広がるほか、小規模な集合住宅が散見される。高槻市内で唯一の高速道路上に設置されたバス停である高槻バスストップは同町内の名神高速道路上にある。

## 町名の由来
地区内北部を東西に横断する名神高速道路の下にあたることにちなんで命名された。

## 沿革
1889年（明治22年）以前は、当地は島上郡真上村の一部であった。
- 1889年（明治22年）4月1日 - 町村制の施行により、真上村は服部村・原村・萩谷村と共に清水村となる。
- 1896年（明治29年）4月1日 - 所属郡が三島郡に変更。
- 1931年（昭和6年）1月1日 ：高槻町が市制施行。清水村が廃止され、大阪府高槻市真上の一区画となる。
- 1967年（昭和42年）5月19日 : 真上より分離して名神町が設置され、大阪府高槻市名神町となる。

## 世帯数と人口
2024年（令和6年）9月30日現在（高槻市発表）の世帯数と人口は以下の通りである。
| 町丁   | 世帯数  | 人口  |
| ------ | ------- | ----- |
| 名神町 | 322世帯 | 666人 |

## 校区
2022年（令和4年）4月現在、市立小・中学校に通う場合、校区は以下の通りとなる。
| 番・番地等 | 小学校             | 中学校             |
| ---------- | ------------------ | ------------------ |
| 全域       | 高槻市立真上小学校 | 高槻市立第二中学校 |

## 事業所
2018年（平成30年）現在の経済センサス調査による事業所数と従業員数は以下の通りである。
| 町丁   | 事業所数 | 従業員数 |
| ------ | -------- | -------- |
| 名神町 | 11事業所 | 52人     |

## 主な施設
- 高槻バスストップ
- みどりわかば保育園
- 紀州製紙株式会社名神町社宅
- 真上北公園